# Комратово
Комратово (пол. Komratowo, нім. Konrade) — село в Польщі, у гміні Ґонсава Жнінського повіту Куявсько-Поморського воєводства.
Населення — 64 особи (2011).
У 1975-1998 роках село належало до Бидгощського воєводства.

## Демографія
Демографічна структура станом на 31 березня 2011 року:
|          | Загалом | Допрацездатний вік | Працездатний вік | Постпрацездатний вік |
| -------- | ------- | ------------------ | ---------------- | -------------------- |
| Чоловіки | 35      | 11                 | 19               | 5                    |
| Жінки    | 29      | 6                  | 17               | 6                    |
| Разом    | 64      | 17                 | 36               | 11                   |